# Parafia św. Apostołów Piotra i Pawła w Jeżach
Parafia świętych Apostołów Piotra i Pawła w Jeżach – parafia rzymskokatolicka, znajdująca się w diecezji ełckiej, w dekanacie Pisz.